# Tityos

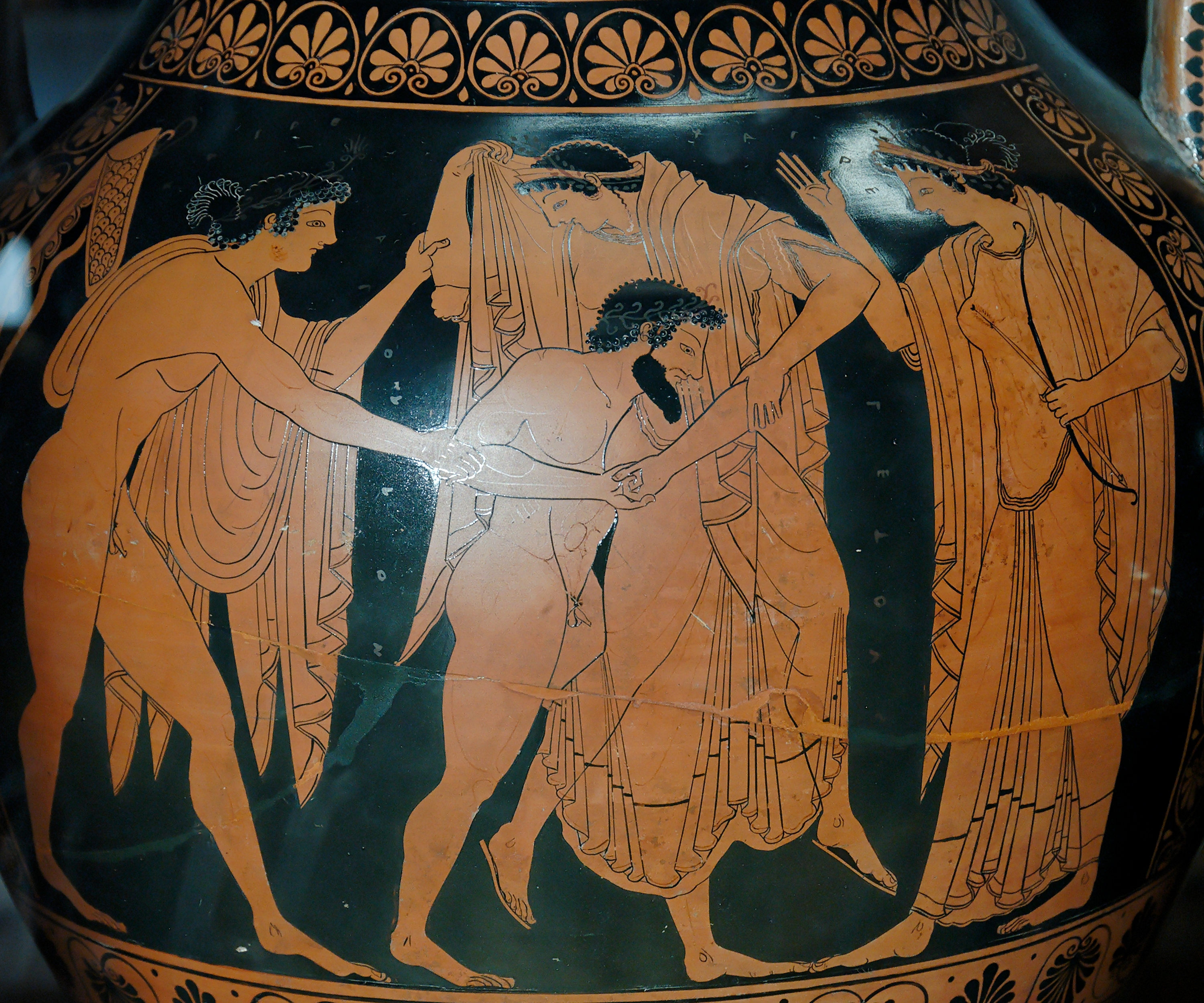
Přepadení Létó Tityem

Tityos (latinsky Tityus) je v řecké mytologii obrovský syn nejvyššího boha Dia a bohyně země Gaie.
Tento zpupný obr prý přepadl Létó, matku Apollóna a Artemis, když byla na cestě do Delf. Za tento útok se Zeus rozzuřil tak, že ho prý na místě zabil bleskem. Jinde se ale uvádí, že ho zastřelili Apollón a Artemis za to, že urazil jejich matku.
Tityos byl za tento čin odsouzen k věčnému trestu v podsvětí. Leží tam přikován k zemi a dva supové mu vyklovávají játra, která stále dorůstají. Svůj zločinný skutek si odpykává ve společnosti dalších velkých viníků jménem Tantalos, Sísyfos a Ixión.
Z Tityových potomků je známa především dcera Európa, milenka boha moří Poseidóna a matka Euféma, který měl schopnost chodit po moři.